# Zonora
Zonora é um gênero de mariposa pertencente à família Crambidae.